# U.S. Pro Indoor

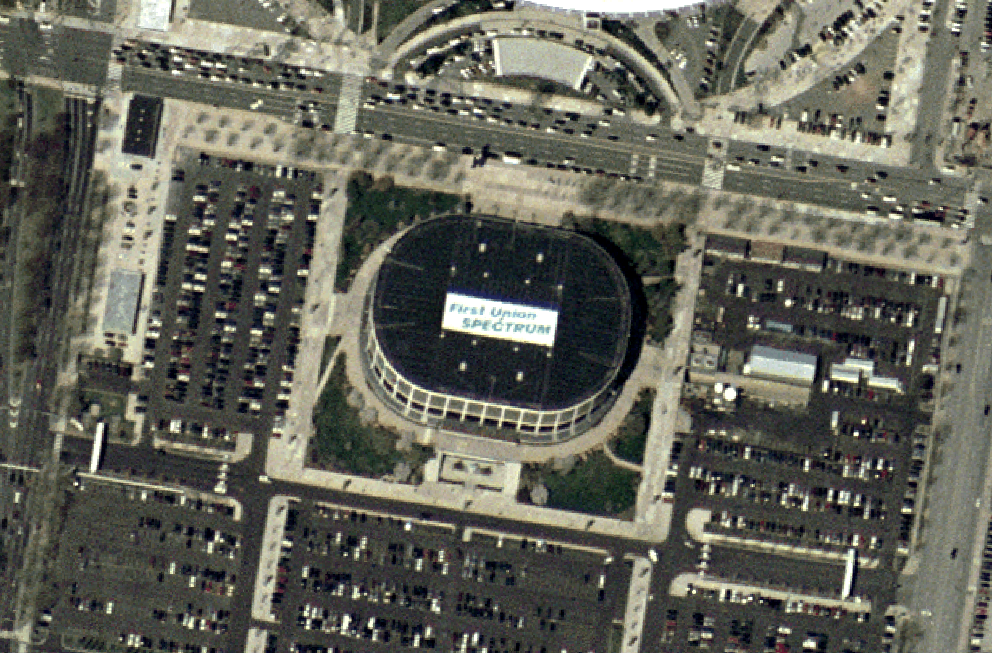
Lo Wachovia Spectrum visto dal satellite

Lo U.S. Pro Indoor (conosciuto anche come U.S. Professional Indoor, Ebel U.S. Pro Indoor,Comcast U.S. Indoor e Advanta Championships) è stato un torneo professionistico di tennis. Faceva parte del circuito World Championship Tennis (WCT), del Grand Prix come Super Series e dell'ATP Tour prima come Championship Series e poi come International Series Gold.
Si giocava annualmente allo Spectrum e poi al CoreStates Center di Filadelfia in Pennsylvania negli Stati Uniti, dal 1968 al 1998.

## Albo d'oro

### Singolare
| Anno | Vincitore      | Finalista        | Punteggio                     |
| ---- | -------------- | ---------------- | ----------------------------- |
| 1998 | Pete Sampras   | Thomas Enqvist   | 7–5, 7–6(3)                   |
| 1997 | Pete Sampras   | Patrick Rafter   | 5–7, 7–6(4), 6–3              |
| 1996 | Jim Courier    | Chris Woodruff   | 6–4, 6–3                      |
| 1995 | Thomas Enqvist | Michael Chang    | 0–6, 6–4, 6–0                 |
| 1994 | Michael Chang  | Paul Haarhuis    | 6–3, 6–2                      |
| 1993 | Mark Woodforde | Ivan Lendl       | 5–4 ritirato                  |
| 1992 | Pete Sampras   | Amos Mansdorf    | 6–1, 7–6(4), 2–6, 7–6(2)      |
| 1991 | Ivan Lendl     | Pete Sampras     | 5–7, 6–4, 6–4, 2–6, 6–3       |
| 1990 | Pete Sampras   | Andrés Gómez     | 7–6, 7–5, 6–2                 |
| 1989 | Boris Becker   | Tim Mayotte      | 7–6, 6–1, 6–3                 |
| 1988 | Tim Mayotte    | John Fitzgerald  | 4–6, 6–2, 6–2, 6–3            |
| 1987 | Tim Mayotte    | John McEnroe     | 3–6, 6–1, 6–3, 6–1            |
| 1986 | Ivan Lendl     | Tim Mayotte      | walkover                      |
| 1985 | John McEnroe   | Miloslav Mečíř   | 6–3, 7–6, 6–1                 |
| 1984 | John McEnroe   | Ivan Lendl       | 6–3, 3–6, 6–3, 7–6            |
| 1983 | John McEnroe   | Ivan Lendl       | 4–6, 7–6, 6–4, 6–3            |
| 1982 | John McEnroe   | Jimmy Connors    | 6–3, 6–3, 6–1                 |
| 1981 | Roscoe Tanner  | Wojciech Fibak   | 6–2, 7–6, 7–5                 |
| 1980 | Jimmy Connors  | John McEnroe     | 6–3, 2–6, 6–3, 3–6, 6–4       |
| 1979 | Jimmy Connors  | Arthur Ashe      | 6–3, 6–4, 6–1                 |
| 1978 | Jimmy Connors  | Roscoe Tanner    | 6–2, 6–4, 6–3                 |
| 1977 | Dick Stockton  | Jimmy Connors    | 3–6, 6–4, 3–6, 6–1, 6–2       |
| 1976 | Jimmy Connors  | Björn Borg       | 7–6, 6–4, 6–0                 |
| 1975 | Marty Riessen  | Vitas Gerulaitis | 7–6(1), 5–7, 6–2, 6(0)–7, 6–3 |
| 1974 | Rod Laver      | Arthur Ashe      | 6–1, 6–4, 3–6, 6–4            |
| 1973 | Stan Smith     | Robert Lutz      | 7–6(2), 7–6(5), 4–6, 6–4      |
| 1972 | Rod Laver      | Ken Rosewall     | 4–6, 6–2, 6–2, 6-2            |
| 1971 | John Newcombe  | Rod Laver        | 7–6(5), 7–6(1), 6–4           |
| 1970 | Rod Laver      | Tony Roche       | 6–3, 8–6, 6–2                 |
| 1969 | Rod Laver      | Tony Roche       | 7–5, 6–4, 6–4                 |
| 1968 | Manuel Santana | Jan Leschly      | 8–6, 6–3                      |

### Doppio
| Anno | Vincitori                          | Finalisti                             | Punteggio                         |
| ---- | ---------------------------------- | ------------------------------------- | --------------------------------- |
| 1998 | Jacco Eltingh Paul Haarhuis        | David Macpherson Richey Reneberg      | 7–6, 6–7, 6–2                     |
| 1997 | Sébastien Lareau Alex O'Brien      | Ellis Ferreira Patrick Galbraith      | 6–3, 6–3                          |
| 1996 | Todd Woodbridge Mark Woodforde     | Byron Black Grant Connell             | 7–6, 6–2                          |
| 1995 | Jim Grabb Jonathan Stark           | Paul Haarhuis Jacco Eltingh           | 7–6, 6–7, 6–3                     |
| 1994 | Paul Haarhuis Jacco Eltingh        | Jim Grabb Jared Palmer                | 6–3, 6–4                          |
| 1993 | Jim Grabb Richey Reneberg          | Marcos Ondruska Brad Pearce           | 6–7, 6–3, 6–0                     |
| 1992 | Todd Woodbridge Mark Woodforde     | Jim Grabb Richey Reneberg             | 6–4, 7–6                          |
| 1991 | Rick Leach Jim Pugh                | Udo Riglewski Michael Stich           | 6–4, 6–4                          |
| 1990 | Rick Leach Jim Pugh                | Grant Connell Glenn Michibata         | 3–6, 6–4, 6–2                     |
| 1989 | Paul Annacone Christo van Rensburg | Jim Grabb Jim Pugh                    | 6–3, 7–5                          |
| 1988 | Kelly Evernden Johan Kriek         | Kevin Curren Danie Visser             | 7–6, 6–3                          |
| 1987 | Sergio Casal Emilio Sánchez        | Christo Steyn Danie Visser            | 3–6, 6–1, 7–6                     |
| 1986 | Scott Davis David Pate             | Stefan Edberg Anders Järryd           | 7–6, 3–6, 6–3, 7–5                |
| 1985 | Mats Wilander Joakim Nyström       | Wojciech Fibak Sandy Mayer            | 3–6, 6–2, 6–2                     |
| 1984 | Peter Fleming John McEnroe         | Henri Leconte Yannick Noah            | 6–2, 6–3                          |
| 1983 | Kevin Curren Steve Denton          | Peter Fleming John McEnroe            | 6–4, 7–6                          |
| 1982 | Peter Fleming John McEnroe         | Sherwood Stewart Ferdi Taygan         | 7–6, 6–4                          |
| 1981 | Sherwood Stewart Marty Riessen     | Brian Gottfried Raúl Ramírez          | 6–2, 6–2                          |
| 1980 | Peter Fleming John McEnroe         | Brian Gottfried Raúl Ramírez          | 6–3, 7–6                          |
| 1979 | Wojciech Fibak Tom Okker           | Peter Fleming John McEnroe            | 5–7, 6–1, 6–3                     |
| 1978 | Bob Hewitt Frew McMillan           | Vitas Gerulaitis Sandy Mayer          | 6–4, 6–4                          |
| 1977 | Bob Hewitt Frew McMillan           | Wojciech Fibak Tom Okker              | 6–1, 1–6, 6–3                     |
| 1976 | Rod Laver Dennis Ralston           | Bob Hewitt Frew McMillan              | 7–6(6), 7–6(3)                    |
| 1975 | Brian Gottfried Raúl Ramírez       | Dick Stockton Erik Van Dillen         | 3–6, 6–3, 7–6(4)                  |
| 1974 | Pat Cramer Mike Estep              | Jean-Baptiste Chanfreau Georges Goven | 6–1, 6–1                          |
| 1973 | Brian Gottfried Dick Stockton      | Roy Emerson Rod Laver                 | 4–6, 6–3, 6–4                     |
| 1972 | Arthur Ashe Robert Lutz            | John Newcombe Tony Roche              | 6–3, 6–7, 6–3                     |
| 1971 | Competizione interrotta ai quarti  | Competizione interrotta ai quarti     | Competizione interrotta ai quarti |
| 1970 | Ilie Năstase Ion Țiriac            | Arthur Ashe Dennis Ralston            | 6–4, 6–3                          |
| 1969 | Tom Okker Marty Riessen            | John Newcombe Tony Roche              | 8–6, 6–4                          |
| 1968 | Non disputato                      | Non disputato                         | Non disputato                     |